# Monte Polizzo
Monte Polizzo (heutige Schreibweise Monte Polizo) ist eine archäologische Ausgrabungsstätte 6 km nordwestlich von Salemi in der Provinz Trapani auf Sizilien. Der ehemalige Siedlungsraum, der auf die Zeitspanne 700 bis 400 v. Chr. datiert wird, dürfte ca. 20 ha umfasst haben. Das Gebiet ist schwer zugänglich, umfasst eine Reihe von Höhenzügen, die teils über 700 Meter hoch sind.

## Grabungsgeschichte
Die Initiative zur Forschung an diesem Ort ging in den späten 1990er Jahren von Christopher Prescott an der Universität Oslo aus, der über Kristian Kristiansen (* 1948), Professor an der Universität Göteborg, Kontakt zu Sebastiano Tusa hatte, der Beauftragter für prähistorische Archäologie in der Provinz Trapani und Lehrbeauftragter für Archäologie an der Università degli Studi Suor Orsola Benincasa in Neapel war. Zahlreiche weitere Wissenschaftler waren beteiligt.
Schon 1970 hatte Vincenzo Tusa hier gegraben, wobei Überreste aus der Eisenzeit und eine griechische Keramik aus dem 6. vorchristlichen Jahrhundert zutage kamen. Zu dem Tusa-Haus genannten Gebäuderest, den er bereits 1970 untersucht hatte, kam er 1999 zurück.
Die Feldarbeiten der Skandinavier begannen 1998 mit Haus 1 auf dem Dänischen Hügel, das in die Zeit um 550–525 v. Chr. bestimmt wurde. Südlich davon konnten schichtweise Siedlungsspuren aus dem 6. Jahrhundert gefunden werden. Nach der Dichte der Bebauung wurde vermutet, dass hier seinerzeit etwa 1500 Menschen gelebt haben müssen.

## Bedeutung der Grabung

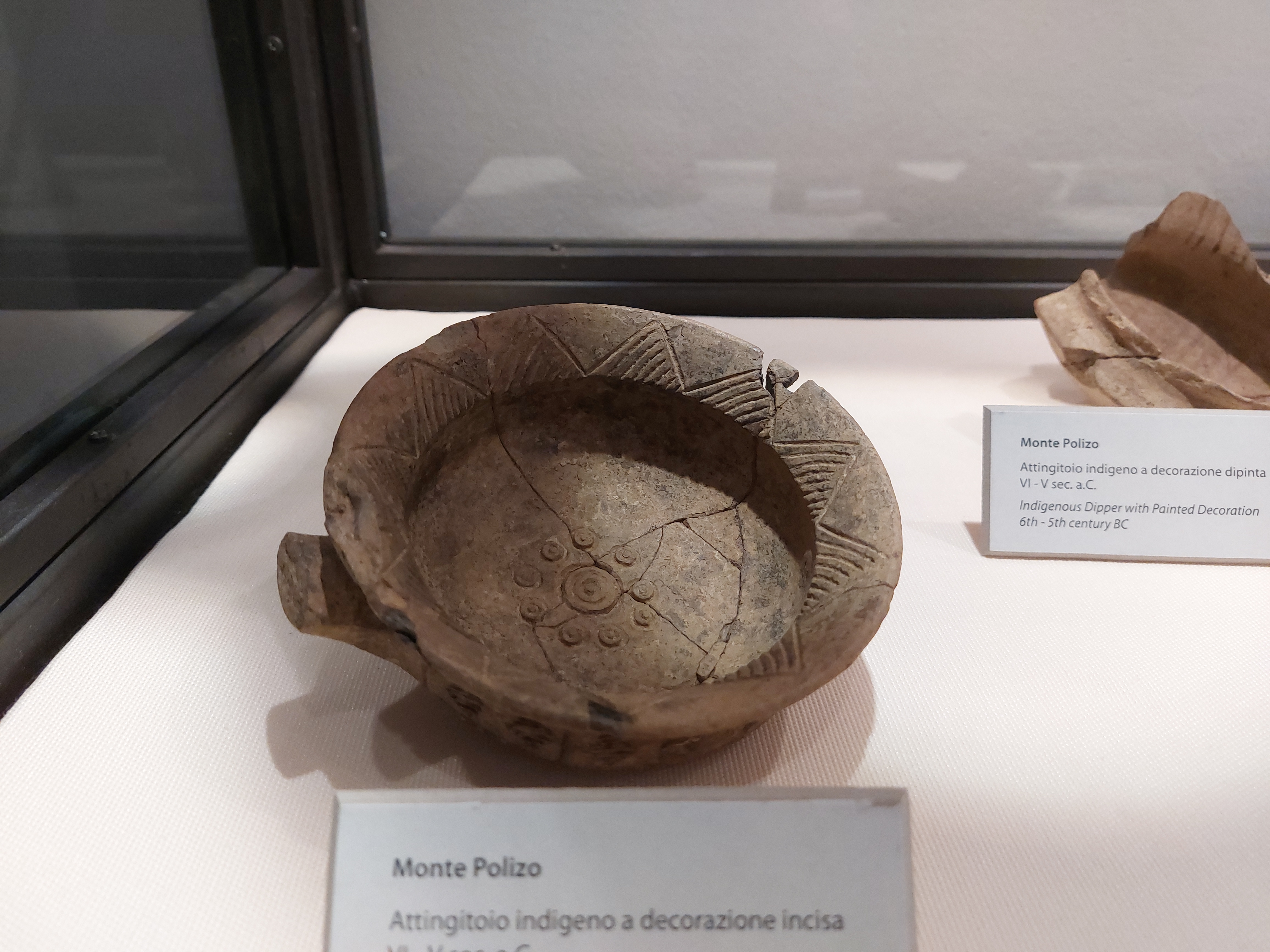
Eine auf Monte Polizzo gefundene Schüssel, heute im Heimatmuseum von Salemi

Ziel der Grabung war es, die Kultur der Elymer besser kennenzulernen, die in der frühen Eisenzeit begann, wie sie sich entwickelte und dann unterging. Besonderes Augenmerk bekamen die Hellenisierung sowie der Austausch mit den Phöniziern in der Archaik. Seit den 1980er Jahren hatte sich in der Wissenschaft die Meinung verfestigt, dass die hier ansässigen Volksgruppen vom Austausch mit Phöniziern und Griechen wirtschaftlich profitierten und es zu ihrem Wohlstand führte. Die Vormachtstellung Segestas überflügelte mit zermürbenden Kriegen die Vormachtstellung Athens und Karthagos und verschob das Machtverhältnis im Mittelmeerraum.
Seit dem 16. Jahrhundert galt Sizilien nach westlicher Sicht als Produkt der Invasionen und der Kulturanpassung. Mit Beginn des 19. Jahrhunderts haben sizilianische Archäologen und Historiker nach Beweisen gesucht, die das Narrativ der Hellenisierung als eine westlich tradierte kognitive Verzerrung darstellten, die es zu widerlegen galt.: S. 198–200

Nicht zuletzt die Untersuchungen auf Monte Polizzo haben gezeigt, dass die Wandlung der Einheimischen durch einwandernde Völker keine Einbahnstraße („one-way cultural transmission“) war, sondern dass die Kolonialisierung unterschiedliche Effekte ausgelöst hat, die sich auf Kräfte der Demografie, wirtschaftliche Entwicklung und Kriegsaktivitäten ausgewirkt haben. 

„Monte Polizzo, a major indigenous site lying within easy reach of both Greek selinous and Phoenican Motya, offers opportunities to improve on current achaeological theory and methods and to make better sense of the major episode in Mediterranean history.“

„Der Monte Polizzo, eine bedeutende einheimische Stätte, die in unmittelbarer Nähe sowohl des griechischen Selinunt als auch des phönizischen Mozia liegt, bietet die Möglichkeit, die gegenwärtigen achäologischen Theorien und Methoden zu verbessern und eine wichtige Episode der mediterranen Geschichte besser zu verstehen.“

Einen anderen Stellenwert legt Meritxell Ferrer von der Universität Pompeu Fabra, Barcelona, in seiner Forschung auf dem Monte Polizzo. Er beschäftigte sich bis 2016 mit Untersuchungen zu Artefakten aus den Haushalten der damaligen Bevölkerung, namentlich Kochtöpfe und Webgewichte. Im Gegensatz zur Architektur und der Importware, mit der die Vernetzung mit anderen Kulturen aufgezeigt würden, gelten für ihn die sich aus der eigenen Kultur entwickelnden Gebrauchsgegenstände, die zumeist als die Sphäre der Frau gelten, als Indikator für den Entwicklungsstand einer Gesellschaft.

## Siedlungsperioden
Die erste prähistorische Siedlungsperiode wird mit ca. 1500 bis 800 v. Chr. angegeben. Von den 257 auf Monte Polizzo gefundenen Keramik- und Tonscherben stammen 49 von der Akropolis, dem südlichen Bergsporn. Davon befanden sich 16 Fliesen- beziehungsweise 20 Gefäßscherben in einem Grabungsfeld, das diesem Zeitraum zugeordnet werden kann. Diese Auswertung gilt als noch nicht wissenschaftlich valide und bedarf noch der zukünftigen Bestätigung dieser Arbeitstheorie.: S. 265–266
Die für die Zielsetzung interessanteste Periode ist die des siebten und sechsten vorchristlichen Jahrhunderts, die von dem Team in vier Unterperioden eingeteilt wurde:
- II a: keine oder kaum griechische Tonware (650–600 v. Chr.)

- II b: Korinthische und wenig griechische Tonware (600–575 v. Chr.)

- II c: Ostgriechische und wenig korinthische Tonware (575–525 v. Chr.)

- II d: Ostgriechische und wenig Schwarzfigurige Vasenmalerei (550–525 v. Chr.)

Die dritte Periode umfasst das späte 4. Jahrhundert v. Chr. Nur ein Fundstück dieser Zeit ließ sich bisher finden, ein weiteres wird vermutet, wurde aber bei späteren Bauaktivitäten verunstaltet.: S. 204
Die vierte und fünfte Besiedlungsphase unterscheiden sich kaum. Während in Mitteleuropa das Hochmittelalter bestimmt werden kann, also etwa die Zeit des 11. und 12. Jahrhunderts n. Chr. gab es auf dem Monte Poilzzo in vier der sechs Grabungsfelder Spuren aus dieser Zeit.